# 신용석
신용석(2003년 10월 11일 ~ )은 NC 다이노스의 포수이다.

## 출신 학교
- 안계초등학교
- 양덕초등학교
- 마산동중학교
- 마산고등학교

## 등번호
- 70 (2023)
- 42 (2024-)